# Terana
Terana is een monotypisch geslacht in de familie Phanerochaetaceae. Het bevat alleen Terana coerulea.